# 8 Mile (film)
8 Mile este un film hip-hop american din 2002, regizat de Curtis Hanson după un scenariu scris de Scott Silver. Rolurile principale sunt interpretate de Eminem, Brittany Murphy, Kim Basinger și Mekhi Phifer. 
Filmul este povestea unui tânăr rapper alb pe nume Jimmy "B-Rabbit" Smith Jr. (Eminem) care trăiește în anul 1995 în orașul Detroit, Michigan încercând să se lanseze într-o carieră de cântăreț rap, muzică dominată de negri. Contrar credinței populare, filmul nu detaliază viața din Detroit a lui Eminem, ci viața medie a unui rapper din Detroit, așa cum a declarat Eminem în interviuri. În ciuda acestui fapt, filmul este considerat a fi semi-autobiografic.
Filmul a fost un succes financiar și de critică. Eminem a câștigat Premiul Oscar pentru cea mai bună melodie originală pentru "Lose Yourself".

## Rezumat
Filmul începe cu protagonistul Jimmy "B-Rabbit" Smith, Jr. (Eminem) la un concurs local de rap organizat de prietenul lui Smith, David "Future" Porter (Mekhi Phifer). Un Rabbit nervos se blochează la microfon și iese din concurs. Jimmy, un muncitor tânăr și nefericit, se luptă cu diferitele probleme din viața sa. El s-a mutat înapoi la nord de 8 Mile într-o rulotă din Warren, unde locuiau mama sa alcoolică Stephanie (Kim Basinger), sora sa Lily (Chloe Greenfield) și iubitul mamei sale, Greg (Michael Shannon). Jimmy este axat pe realizarea unei cariere muzicale, dar pare incapabil să obțină o șansă. Chiar înainte de evenimentele din film, el termină relația cu prietena lui, Janeane (Taryn Manning), și, în timpul filmului, începe o nouă relație cu Alex (Brittany Murphy).
Jimmy își dă seama că viața lui a rămas în mare parte aceeași, după ce a absolvit liceul. La început, el se consideră o victimă a circumstanțelor și dă vina pe alții pentru problemele sale. În timp, însă, Jimmy începe să-și asume responsabilitatea pentru direcția vieții sale și își dă seama că el are un grad mare de control asupra modului în care se îndreaptă. El începe să se întrebe dacă grupul său de prieteni, inclusiv Future, nu au renunțat ei-înșiși de a realiza fapte mai mari. Cu blocajul de pe scenă încă proaspăt în minte, el pare să decidă că va renunța sau va amâna visul de a avea o carieră muzicală în favoarea alocării de mai mult timp pentru serviciul său zilnic și realizării unei vieți de familie. Responsabilitatea redobândită de Jimmy devine evidentă și șefului său de la fabrică. La începutul filmului, când Jimmy solicită să facă ture suplimentare, șeful râde de el (el întârzia, de obicei, la muncă), dar la sfârșit, atitudinea mai bună și performanța lui Jimmy îl fac să obțină turele suplimentare dorite. În tura de noapte, el este vizitat de Alex care-l convinge să meargă la concursul rap. Paul (Craig Chandler), un lucrător homosexual pentru care Jimmy se ridicase anterior în film, este de acord să-l acopere la serviciu.
Prietenii lui Rabbit îl consideră pe tot parcursul filmului ca un rapper incredibil, dar până la acest punct filmul prezintă doar fragmente ale abilităților sale. Turneul are trei etape și în fiecare dintre ele Rabbit se confruntă cu un membru al "Leaders of the Free World", grupul care se ceartă cu Rabbit și cu prietenii săi pe tot parcursul filmului. Rabbit câștigă primele două runde, cu un stil din ce în ce mai impresionant de rap. În ultima rundă, el concurează contra lui Papa Doc (Anthony Mackie), câștigătorul turneului anterior și principalul antagonist al lui Jimmy, pe parcursul filmului. Rabbit este conștient de faptul că Doc îi știe toate punctele sale slabe, așa că decide să le abordeze preventiv în cântecul său. El recunoaște fără rușine că este un "gunoi alb", că a fost umilit în mai multe rânduri de gruparea Free World și se foloseste apoi de viața grea pe care a avut-o ca o rampă de lansare pentru a dezvălui adevărul despre Papa Doc: în ciuda faptului că acesta trece ca un gangster, el are un trecut privilegiat. Doc, al cărui nume real este Clarence, a participat la Cranbrook, o școală privată situată în Bloomfield Hills, și a trăit toată viața alături de ambii părinți. Doc este lăsat fără subiect pentru cântec, cedează microfonul și Rabbit câștigă competiția. El părăsește locul concursului, iar Future îi sugerează să rămână și să-și celebreze victoria, oferindu-i o poziție care îi va permite să prezinte viitoarele concursuri. Rabbit refuză, susținând că trebuie să se întoarcă la lucru și să facă totul în felul său, lucru cu care Future este de acord. Scena finală îl arată pe Rabbit mergând pe jos, mai încrezător în viitorul său.

## Distribuție
- Eminem - James (Jimmy) "B-Rabbit" Smith, Jr.
- Mekhi Phifer - David "Future" Porter
- Brittany Murphy - Alex Latorno
- Kim Basinger - Stephanie Smith
- Chloe Greenfield - Lily Smith
- Michael Shannon - Greg Buehl
- De'Angelo Wilson - DJ IZ
- Taryn Manning - Janeane
- Evan Jones - "Cheddar Bob"
- Omar Benson Miller - "Sol George"
- Eugene Byrd - "Wink"
- Anthony Mackie - "Papa Doc" (Clarence)
- Xzibit - Mike
- Proof - "Lil Tic"
- Craig Chandler - Paul
- Obie Trice - rapperul din parcare
- King Gordy - "Big O"
- John Singleton - Bouncer

## Recepție

### Recepție critică
8 Mile a primit recenzii relativ pozitive, cu multe laude la adresa interpretării lui Eminem. El are un rating de 76% pe situl critic Rotten Tomatoes.
Criticul de film Roger Ebert a dat filmului 3 stele din 4. El a lăudat interpretarea lui Eminem, precum și cea a lui Kim Basinger. Totodată, a spus că ar vrea să vadă o continuare în care Jimmy a devenit un faimos rapper.
Melodia "Lose Yourself", cu muzică de Eminem, Jeff Bass și Luis Resto și versuri de Eminem, a câștigat un premiu Oscar pentru Cea mai bună melodie originală și două premii Grammy pentru cea mai bună prestație solo rap și cel mai bun cântec rap. "Lose Yourself" s-a aflat pe locul 93 în lista AFI's 100 Years...100 Songs. Melodia a fost inclusă ulterior pe albumul greatest hits Curtain Call: The Hits al lui Eminem.

### Box office
8 Mile a deschis pe locul 1 cu încasări de 51.240.555 $ în weekend-ul din prima săptămână, plasându-l pe locul 2 între filmele R-rated cu cele mai mari încasări la deschidere din SUA. Filmul va aduce încasări de 116.750.901 $ în SUA și 242.875.078 $ în străinătate. Încasările finale pe plan intern ale filmului îl vor plasa pe locul 3 în lista "Pop Star Debuts" a Box Office Mojo, în urma filmelor Austin Powers in Goldmember (Beyoncé Knowles) și The Bodyguard (Whitney Houston).
DVD-ul filmului 8 Mile, care a fost lansat la 18 martie 2003, a generat încasări de 75 de milioane $ din vânzări și închirieri în prima sa săptămână, făcându-l cel mai profitabil debut al unui film R-rated pe DVD și plasându-l în Topul 10 al vânzărilor de filme în prima săptămână din toate timpurile.

## Muzică
Music from and Inspired by the Motion Picture 8 Mile este coloana sonoră oficială a filmului 8 Mile (2002), în care joacă Eminem, care conține cinci dintre piesele muzicale de pe această coloană sonoră. A fost lansat sub sigla Shady/Interscope și a conținut hitul Lose Yourself. Albumul a debutat pe locul 1 în U.S. Billboard 200 Albums Chart din acel an cu peste 702.000 de exemplare vândute în prima săptămână de la lansare și 507.000 de exemplare vândute în a doua săptămână, terminând anul pe locul 5 între cele mai bine vândute albume ale anului 2002 cu vânzări în SUA de 3,2 milioane de exemplare, în ciuda faptului că a avut doar două luni de la lansare. El a ajuns, de asemenea, pe locul 1 în UK Compilations Charhe Australian ARIAnet Albums Chart. El conținea single-lul "Lose Yourself". Succesul său a determinat lansarea unei continuări, More Music from 8 Mile, constând din cântecele care apar în 8 Mile care nu apăruseră în primul album. Albumul a fost scos din nou într-o ediție curată, fiind scoase blasfemiile puternice și conținutul violent.

## Parodii și aluzii
- În single-lul lui Eminem "Just Lose It" și videoclipul său este parodiat filmul.
- Scary Movie 3 a parodiat foarte multe elemente ale acestui film, mai ales personajele Jimmy și Future care au fost parodiate ca "George" și "Mahalik" (un joc de cuvinte al prenumelui lui Mekhi Phifer) și interpretate de Simon Rex și respectiv Anthony Anderson.
- Robot Chicken, care se transmite pe Adult Swim, a conținut o scurtă satiră în episodul 8 al sezonului II [9] în care au apărut personaje Looney Tunes în timpul concursului rap de la finalul filmului.
- "Weird Al" Yankovic a realizat o parodie a cântecului "Lose Yourself" intitulată "Couch Potato" care a apărut pe albumul lui din 2003, Poodle Hat.
- Filmul este menționat în episodul "Harder, Better, Faster, Browner" al The Cleveland Show.
- Comicul Dave Chappelle a parodiat filmul în emisiunea lui de comedie Chappelle's Show.
- DeStorm Power se referă la film în cântecul "My Life is Like a Movie".